# Atherigona nigridorsalis
Atherigona nigridorsalis este o specie de muște din genul Atherigona, familia Muscidae, descrisă de Couri, Pont și Penny în anul 2006.
Este endemică în Madagascar. Conform Catalogue of Life specia Atherigona nigridorsalis nu are subspecii cunoscute.